# المواد الإباحية في بنغلاديش

خريطة توضح قوانين المواد الإباحية في دول العالم.
قانوني بالكامل
قانوني جزئيًا، تحت بعض القيود، أو حالة غامضة
غير قانوني
البيانات غير متوفرة

المواد الإباحية محظورة في بنغلاديش. يعد مشاهدة المواد الإباحية أو إنتاجها أو توزيعها أو امتلاكها أمرًا مخالفًا للقانون، وذلك منذ صدور قانون مكافحة المواد الإباحية في عام 2012.